# Rhinolophus beddomei
Rhinolophus beddomei — вид рукокрилих родини Підковикові (Rhinolophidae).

## Поширення
Країни проживання: Індія (штат Андхра-Прадеш, Карнатака, Керала, Махараштра), Шрі-Ланка. Був записаний від рівня моря до висоти близько 800 м над рівнем моря. Цей вид в основному мешкає в щільних сухих і вологих тропічних лісах. Лаштує сідала або поодинці або парами в печерах, старих будинках, великих деревах, западинах, колодязях, уступах в печерних системах, старих і невживаних тунелях. Низько літає і харчується різними комахами особливо жуками і термітами.

## Загрози та охорона
Загрозою є вирубка лісів. Вид був записаний у багатьох охоронних територіях.